# Stéroïde neuroactif

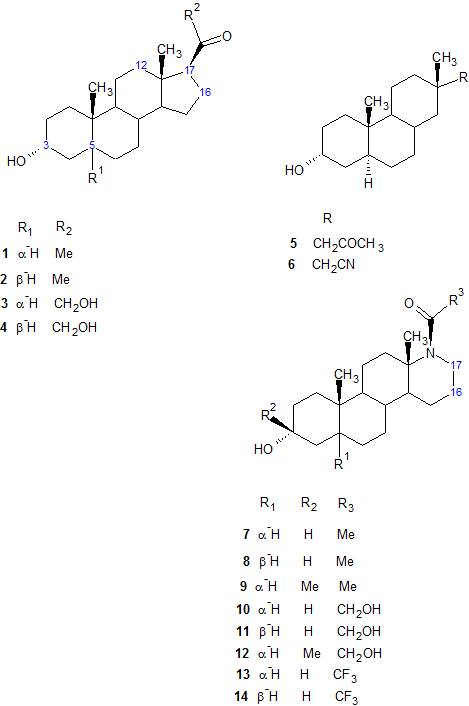
Différents analogues du groupe R pour les neurostéroïdes.

Un stéroïde neuroactif (ou neurostéroide) est un type de stéroïde qui altère rapidement l'excitabilité neuronale par une interaction avec les récepteurs ionotropes,. De plus, ces stéroïdes peuvent exercer un effet sur l'expression génétique par les récepteurs des stéroïdes intracellulaire. Les neurosteroïdes ont une large palette d'applications cliniques, allant dans la sédation au traitement de l'épilepsie et des traumatismes crâniens,. La ganaxolone, un analogue au neurostéroïde endogène alloprégnanolone, est en étude pour le traitement de l'épilepsie.